# Kazmasökü, Erfelek
Kazmasökü là một xã thuộc huyện Erfelek, tỉnh Sinop, Thổ Nhĩ Kỳ. Dân số thời điểm năm 2011 là 172 người.